# Аристомен Ристић
Аристомен Ристић (Лесковац, 9. август 1908 — ?) био је лесковачки новинар, судија и писац, пореклом Грк.

## Биографија
Његов отац Леонид, пореклом Грк, настанио се у Лесковцу. Аристомен је основну школу и шест разреда гимназије завршио у Лесковцу, а седми и осми разред са матуром у Врању. Дипломирао је 10. фебруара 1937. године на Правном факултету у Београду. Прве написе објавио је 1928. и 1929. године у Лесковачком гласнику. Године 1929. постао је први дописник Политике. Од 1933. до 1935. био је уредник листа Недељне новине. Сарађивао је и са београдским листовима Време и Правда. Службовао је као судија у Македонији и Србији. 
Објавио је око петнаест публикација. Радио је билтене за Среско синдикално веће у Лесковцу, сајам у Лесковцу, Народни фронт у Нишу и Јужноморавски срез у Владичином Хану. После Другог светског рата био је уредник Наше речи и коректор у многим публикацијама. Отишао је у пензију као судија Окружног суда у Лесковцу 1965. године. Умро је непознате године.